# Supplique pour être enterré à la plage de Sète
Pistes de Supplique pour être enterré à la plage de Sète
Le Fantôme
Supplique pour être enterré à la plage de Sète est une chanson écrite, composée et interprétée par Georges Brassens ; sortie en 33 tours en 1966 sur l'album du même nom, elle est d'une durée de 7 min 18 s.

## Thème

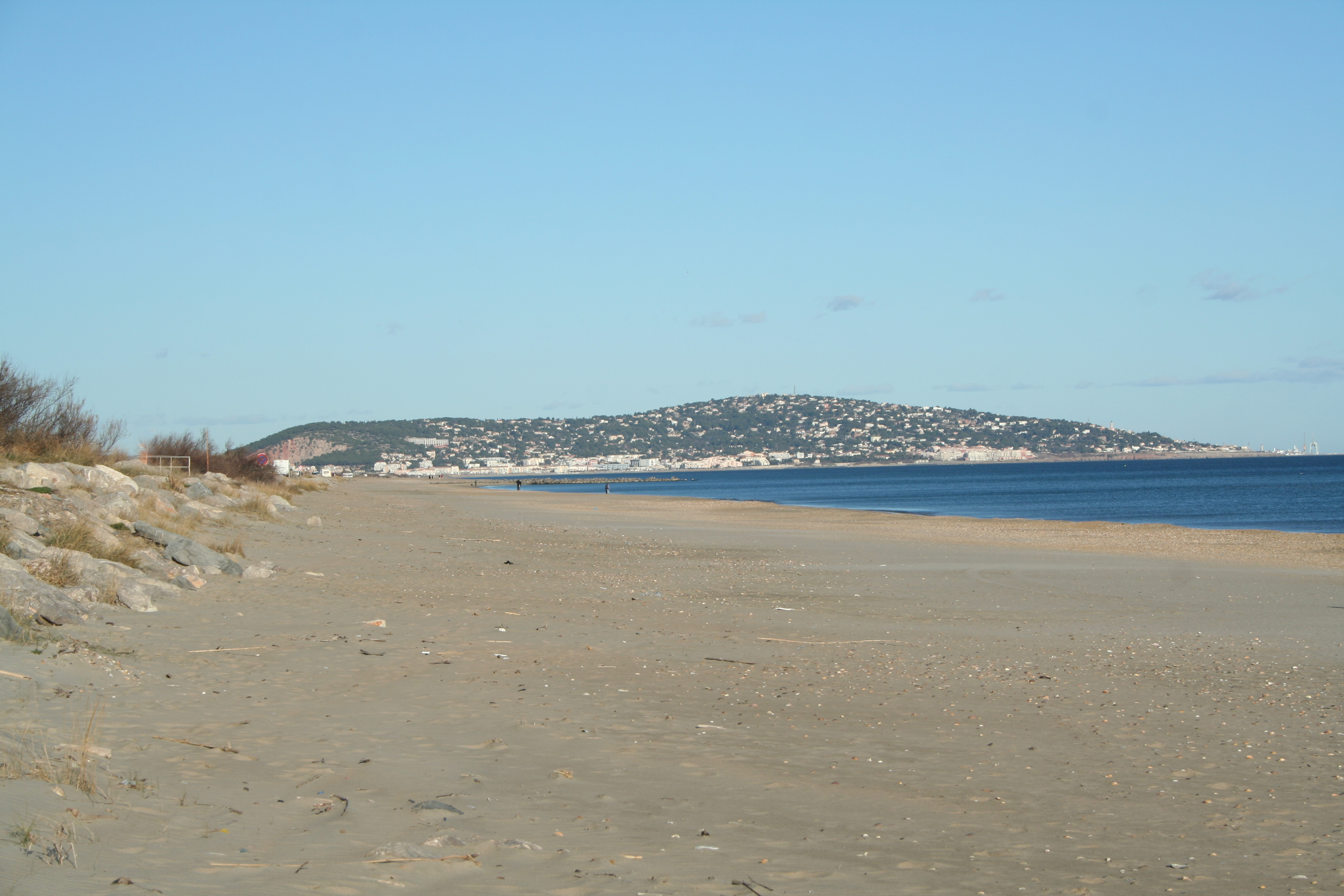
La plage de la Corniche. En arrière-plan, Sète.

Georges Brassens est né à Sète en 1921 et a gardé un fort attachement pour sa ville natale dans laquelle il souhaite être inhumé. Dans un style sobre, mélancolique et narquois, il expose ses dernières volontés en ce qui concerne son lieu de sépulture, et demande ainsi au « tabellion » (notaire) d'ajouter un codicille à son testament : il souhaite que, quand son âme se sera envolée vers celles de Gavroche et de Mimi Pinson, son corps soit ramené à Sète dans un sleeping du Paris-Méditerranée où, le caveau de famille étant plein, il voudrait être enterré dans un « petit trou moelleux » situé près de la plage de la Corniche ; il aimerait qu'un pin parasol soit planté à côté de cette tombe entre « ciel et eau » pour éviter que l'insolation ne menace ses amis venus lui rendre visite. La chanson fait aussi explicitement référence à Paul Valéry, lui aussi né à Sète, et à son poème Le Cimetière marin en espérant que « mon cimetière soit plus marin que le sien ».
Pauvres rois, pharaons ! Pauvre Napoléon !

Pauvres grands disparus gisant au Panthéon !

Pauvres cendres de conséquence !

Vous envierez un peu l'éternel estivant,

Qui fait du pédalo sur la vague en rêvant,

Qui passe sa mort en vacances...
— Georges Brassens, derniers vers de la chanson.
En 1969, lors de la célèbre rencontre radiophonique de Jacques Brel, Léo Ferré et Georges Brassens, ce dernier à propos de la chanson Supplique pour être enterré à la plage de Sète précise[précision nécessaire] : « Je te signale que je m'en fous d'être enterré à la plage de Sète, ça m'est complètement égal. J'ai fait ça pour m'amuser, pour aller aux bains de mer… »[réf. nécessaire]

## Reprises
Maxime Le Forestier a fréquemment repris le titre dans plusieurs albums en hommage à Georges Brassens, comme Le Cahier (40 chansons de Brassens en public), Le Cahier (84 chansons de Brassens en public) ou Le Forestier chante Brassens (intégrale).
Magyd Cherfi reprend la chanson dans l'album Les Oiseaux de passage (réalisé en hommage à Georges Brassens par un collectif d'artistes) ; sa version se retrouve dans la compilation Putain de toi.
La chanson est évoquée dans Anamnèse de Lady Star de L. L. Kloetzer, au sein du chapitre Hypasie : « Comment s'appelait ce chanteur, déjà, qui rêvait d'être enterré sur une plage ? »
Sanseverino reprend la chanson sur l'album Le Petit Bal perdu sorti en 2014.
Fanny la reprend également sur son album de 2016, Fanny chante Brassens.

## Allusion
En 1972, sur son album Faut-il tuer les oiseaux qui passent ? Jean-Marie Vivier enregistre la chanson Supplique à Georges Brassens pour qu'il n'entre pas à l'Académie Française, dont les paroles de Raymond Sarge sont nées de la rumeur selon laquelle la proposition avait été faite à Brassens de postuler auprès de l’Académie française.